# Ciclisme als Jocs Olímpics d'estiu de 1904 - 1 milla
La cursa de la milla va ser una de les proves de ciclisme en pista que es van disputar als Jocs Olímpics de Saint Louis de 1904. És l'única vegada que s'ha disputat aquesta prova en uns Jocs Olímpics. La prova es va disputar el 5 d'agost de 1904, prenent-hi part 8 ciclistes, tots dels Estats Units.

## Medallistes
| Or            | Plata          | Bronze           |
| Marcus Hurley | Burton Downing | Teddy Billington |

## Resultats

### Semifinals
Els dos primers classificats passen a la final.
Semifinal 1
| Posició | Ciclista       | Temps      |
| ------- | -------------- | ---------- |
| 1.      | Marcus Hurley  | 2' 34,2"   |
| 2.      | Oscar Goerke   | desconegut |
| 3.      | Charles Schlee | desconegut |
| —       | Joel N. McCrea | DNF        |

DNF: No finalitza la cursa

Semifinal 2
| Posició | Ciclista           | Temps      |
| ------- | ------------------ | ---------- |
| 1.      | Burton Downing     | 2' 33,0"   |
| 2.      | Teddy Billington   | desconegut |
| 3.      | George E. Wiley    | desconegut |
| 4.      | Anthony Williamson | desconegut |

### Final
| Posició | Ciclista         | Temps      |
| ------- | ---------------- | ---------- |
| Or      | Marcus Hurley    | 2' 41,6"   |
| Plata   | Burton Downing   | desconegut |
| Bronze  | Teddy Billington | desconegut |
| 4.      | Oscar Goerke     | desconegut |